# Semidonta hikawana
Semidonta hikawana är en fjärilsart som beskrevs av Matsumura 1934. Semidonta hikawana ingår i släktet Semidonta och familjen tandspinnare. Inga underarter finns listade i Catalogue of Life.